# 愛のコリーダ (曲)
「愛のコリーダ」（あいのコリーダ、Ai No Corrida）は、チャズ・ジャンケルの楽曲。
1980年にジャンケルが録音してA&Mレコードから発売したデビュー作のセルフタイトル・アルバム『Chaz Jankel』に収録され、1981年にクインシー・ジョーンズがカバーしたディスコバージョンがヒットして広く知られた。

## 曲名の意味
曲名は、1976年のフランスと日本の合作映画『愛のコリーダ (L'Empire des sens)』の日本語名から採られている。「コリーダ（スペイン語: corrida）」はスペイン語で「闘牛」を意味する。

## カバー・バージョン
- 1981年にクインシー・ジョーンズが、ボーカルにデューン（チャールズ・メイ）とパティ・オースティンを起用し、アルバム『愛のコリーダ（英語版）』に採り上げた。このバージョンは、『ビルボード』のソウル・チャートで最高10位、Billboard Hot 100で最高28位となった[3]。イギリスで最高14位を記録した。日本はオリコン洋楽シングルチャートで、1981年7月6日付から12週連続1位で年間チャート1位となった[4]。
- 元LAZYの井上俊次とコーラス・グループ「トロワ」のユニット「BIG BANG」が、邦訳でカバー（訳詞:あまがいりゅうじ、編曲:大谷和夫）して1981年3月にRVCから発売した。このバージョンは、1981年『第32回NHK紅白歌合戦』で中盤の余興として、紅組の岩崎宏美・榊原郁恵・松田聖子・桜田淳子・石川ひとみ・シルヴィア（「ロス・インディオス&シルヴィア」として出場）と、白組の郷ひろみ・西城秀樹・野口五郎・田原俊彦・近藤真彦・沖田浩之らが歌唱した。
- イギリスのダンス・グループであるユナイティング・ネイションズ（英語版）がローラ・モア (Laura More) をフィーチャーしたバージョンを、2005年のアルバム『One World』に収録した。このバージョンは、ダニー・チューが渋谷を中心に制作した一連のビデオ作品群「Tokyo Dance Trooper」に使用された[5]。
- クインシー・ジョーンズはスペイン語バージョンも録音し、2006年のチャリティ・アルバム『Rhythms del Mundo』にバーニア・ボルヘス (Vania Borges) のボーカルで収録された。
- 竹村健一の手帖/ぼくなんかこれだけですよ。（1981年発表 SM28-5078）収録曲「MOU CORI GORI DA」は、当作品にあわせて「大体やねぇ」「デリーシャスですよ」など竹村の名言をサンプリングして用い、のちのTHE SQUAREのキーボード奏者和泉宏隆が編曲した。CD『ウルティメイトベシャリストCLASSICS』に収録された。

## 受賞
- 1982年第24回グラミー賞で、ジェリー・ヘイとクインシー・ジョーンズは作編曲部門の最優秀インストゥルメンタル・アレンジメント・アカンパニング・ ヴォーカリスト賞を受賞した。